# Aciers inoxydables Atlas
 (signalé en juillet 2025).
Si vous disposez d'ouvrages ou d'articles de référence ou si vous connaissez des sites web de qualité traitant du thème abordé ici, merci de compléter l'article en donnant les références utiles à sa vérifiabilité et en les liant à la section « Notes et références ».
- Archive Wikiwix
- Bing
- Cairn
- DuckDuckGo
- E. Universalis
- Gallica
- Google
- G. Books
- G. News
- G. Scholar
- Persée
- Qwant
- (zh) Baidu
- (ru) Yandex
- (wd) trouver des œuvres sur Wikidata

Les Aciers inoxydables Atlas sont une entreprise métallurgique qui est situé à Sorel-Tracy. Cette compagnie se spécialise dans la fabrication d'acier inoxydable en feuille, en bobine et en brame.

## Usine de Sorel-Tracy
L'usine de Sorel-Tracy est située dans le secteur Tracy à proximité des usines de la Tioxide Canada, de la Q.I.T. Fer et Titane et de celle de Praxair Canada. Cette usine ferme en juin 2004.